# Kyushu
Kyushu (japanska: 九州?, Kyūshū info) är den sydligaste av Japans fyra stora öar. Namnet betyder 'de nio provinserna', och är en kvarleva från den tid då Japan delades in i provinser istället för nuvarande prefekturer. 
Större städer: Fukuoka, Kagoshima, Kitakyūshū, Kumamoto, Kurume, Ōita, Miyazaki, Nagasaki, Saga, Sasebo.  

## Historia
Tidigare har ön kallats Tsukushi-no-shima (筑紫島). Under den tidigaste administrativa indelningen av Japan, som var i bruk från 500-talet till början av 700-talet, utgjorde Kyushu, tillsammans med öarna Tsushima och Iki, en egen region med namnet Saikaidō. År 713 bildades de nio provinser som gett ön dess nuvarande namn. De nio var Chikuzen, Chikugo, Hizen, Higo, Buzen, Bungo, Hyūga, Ōsumi och Satsuma.
Under medeltiden var Kyushu ett starkt fäste för Tairaklanen, men här liksom på andra håll i Japan stred konkurrerande daimyoer och adelsmän mot varandra.
Båda de mongoliska invasionerna av Japan 1274 och 1281 ägde rum på Kyushu. Vid det andra invasionsförsöket hjälptes de japanska styrkorna av en kraftig blåst, den så kallade "gudomliga vinden", kamikaze.

## Klimat och geografi
Öns klimat är subtropiskt.

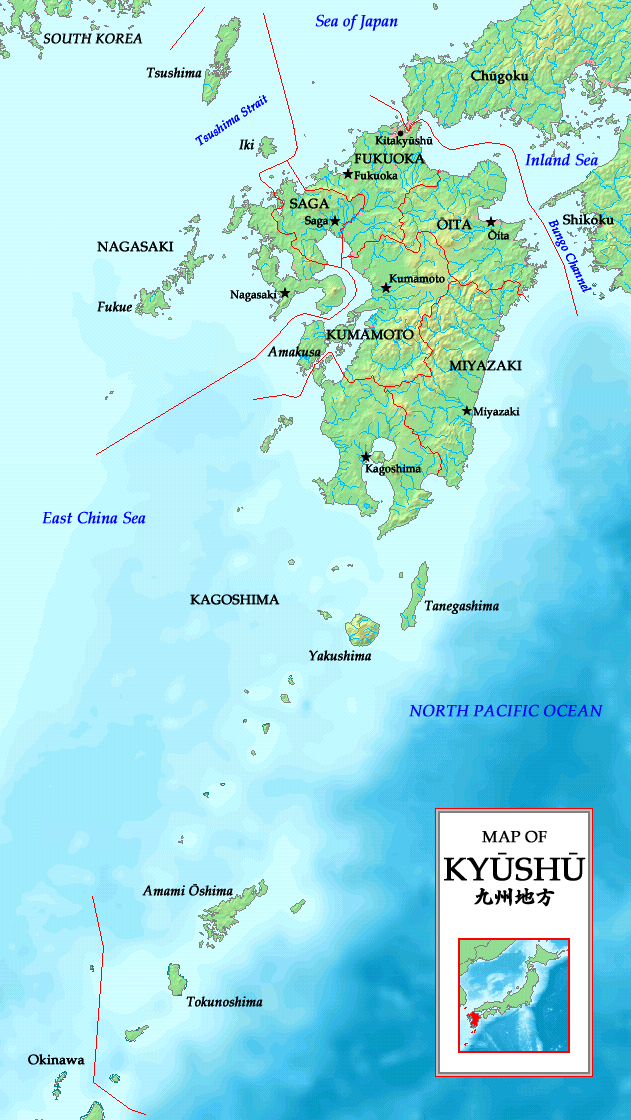

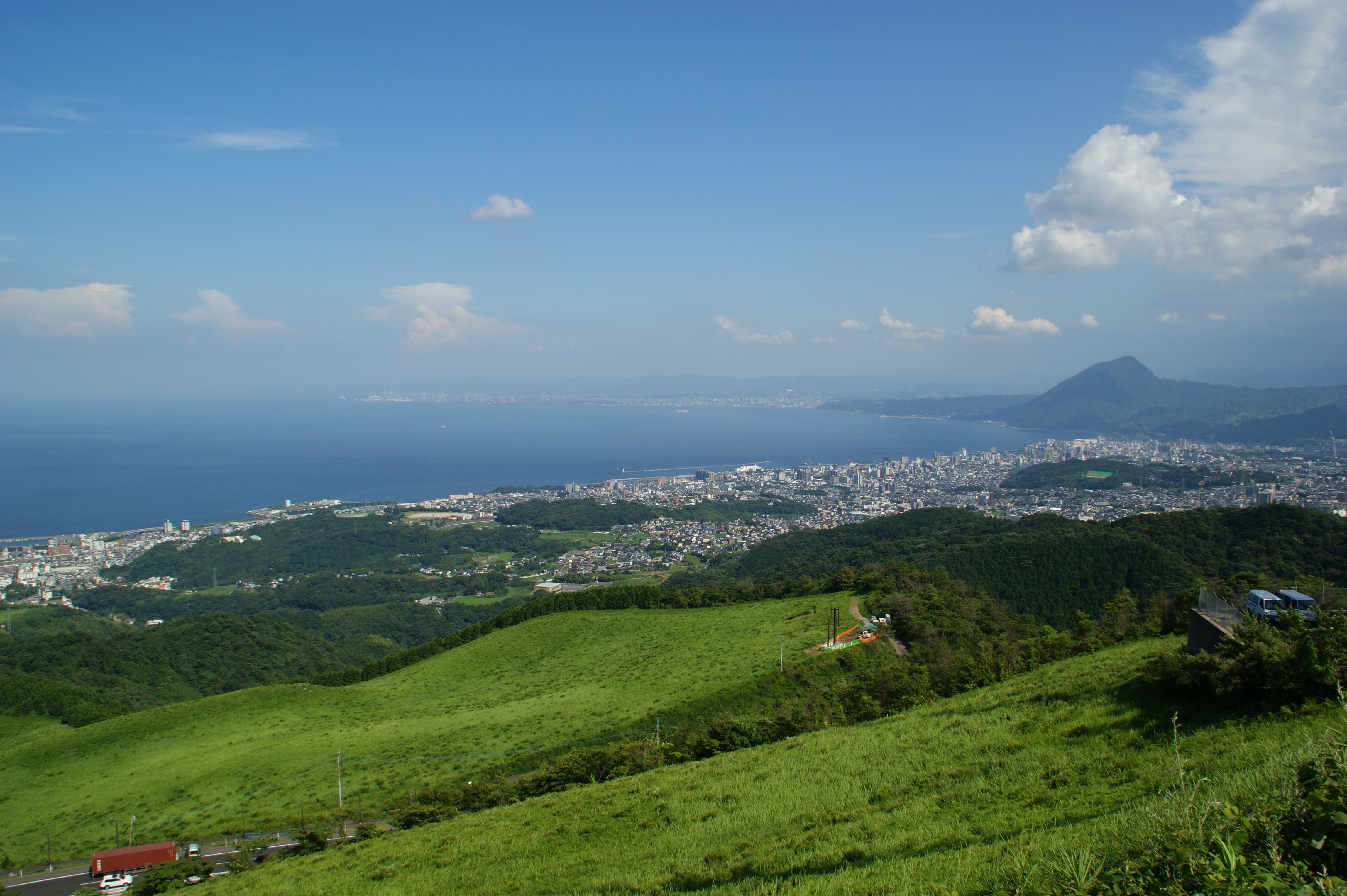
Utsikt över Beppu.

Kyushu är en bergig ö med stor vulkanisk aktivitet. Här ligger bland annat Japans största aktiva vulkan, Aso, och många orter med varma källor, bland dem turistorten Beppu.
Öns längsta flod är Chikugofloden, 143 kilometer, som rinner från vulkanen Aso, genom Kumamoto, Ōita, Fukuoka och Saga där den mynnar ut i Ariakebukten.
Kyushu är världens 37:e största ö.

## Regionen Kyushu
Regionen Kyushu (japanska: 九州地方?, Kyūshū-chihō) omfattar förutom sju prefekturer på ön Kyushu också Okinawa. Hela regionen har en yta på 44 466 km² och där bor sammanlagt 13 231 995 människor (2006).
Prefekturer i regionen:
- Fukuoka prefektur
- Kagoshima prefektur
- Kumamoto prefektur
- Miyazaki prefektur
- Nagasaki prefektur
- Ōita prefektur
- Okinawa prefektur
- Saga prefektur

Till regionens stora universitet hör Kyushu universitet i Fukuoka.